# تذهيب

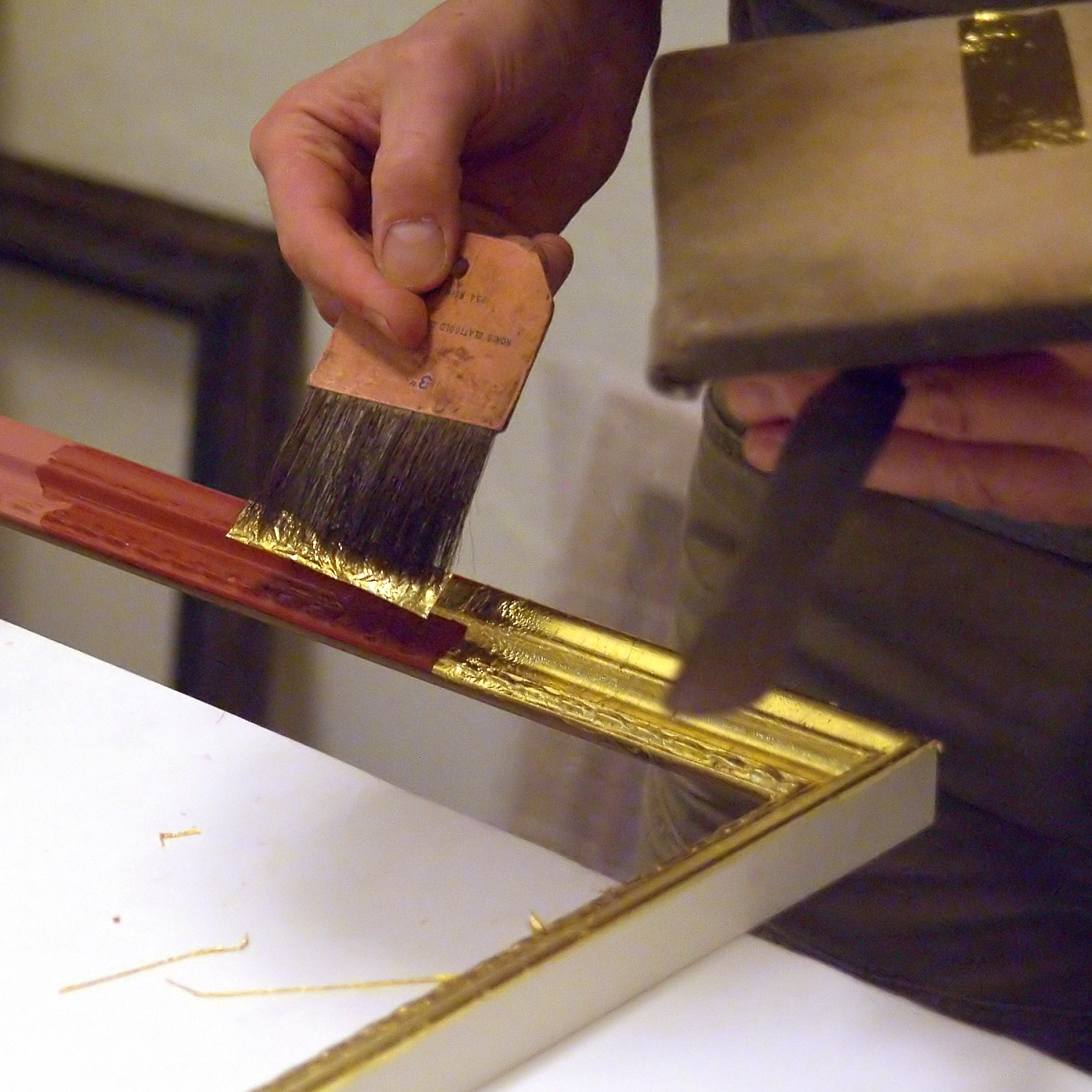
تذهيب إطار صورة

التذهيب هو فن تزيين وزخرفة السطوح الصلبة بمسحوق الذهب أو صفائحه. عند الانتهاء من العملية يصبح الغرض الخاضع للتذهيب مذهّباً.
يمكن إجراء عملية التذهيب بشكل خاص على أوراق الكتب بزخرفة وتجميل الحواشي، وعندها يسمى هذا النوع الخاص تذهيب الكتب. أما السطوح المعدنية (الفلزية) فتتم عملية تذهيبها بعمليات الطلي الكهربائي، ويسمى هذا النوع الخاص الطلي بالذهب. يمكن إجراء التذهيب على أنواع مختلفة من السطوح مثل الخشبية أو الحجرية وكذلك الفخار أو البورسلان.